# Harrison Barnes
Harrison Bryce Jordan Barnes (Ames, 30 de maio de 1992) conhecido simplesmente como Harrison Barnes é um basquetebolista norte-americano, que atualmente joga pelo San Antonio Spurs da National Basketball Association (NBA). Barnes jogou basquete universitário pela Universidade da Carolina do Norte (North Carolina). Foi a sétima escolha do no draft de 2012, escolhido pelo Golden State Warriors. Em 2015 foi campeão da NBA.

## Estatísticas
| † | Temporada que foi campeão |

### Temporada regular
| Ano      | Equipe       | PJ  | PT  | MPP  | %TC  | %3P  | %TL  | RPP | APP | ROB | TPP | PPP  |
| -------- | ------------ | --- | --- | ---- | ---- | ---- | ---- | --- | --- | --- | --- | ---- |
| 2012-13  | Golden State | 81  | 81  | 25.4 | .439 | .359 | .758 | 4.1 | 1.2 | .6  | .2  | 9.2  |
| 2013-14  | Golden State | 78  | 24  | 28.3 | .399 | .347 | .718 | 4.0 | 1.5 | .8  | .3  | 9.5  |
| 2014-15† | Golden State | 82  | 82  | 28.3 | .482 | .408 | .720 | 5.5 | 1.4 | .7  | .2  | 10.1 |
| Total    | Total        | 241 | 187 | 27.3 | .440 | .371 | .732 | 4.5 | 1.4 | .7  | .2  | 9.6  |

### Playoffs
| Ano   | Equipe       | PJ | PT | MPP  | %TC  | %3P  | %TL  | RPP | APP | ROB | TPP | PPP  |
| ----- | ------------ | -- | -- | ---- | ---- | ---- | ---- | --- | --- | --- | --- | ---- |
| 2013  | Golden State | 12 | 12 | 38.4 | .444 | .365 | .857 | 6.4 | 1.3 | .6  | .4  | 16.1 |
| 2014  | Golden State | 7  | 0  | 22.3 | .396 | .381 | .563 | 4.0 | 1.1 | .1  | .4  | 7.9  |
| 2015† | Golden State | 21 | 21 | 32.4 | .440 | .355 | .735 | 5.2 | 1.5 | .8  | .5  | 10.6 |
| Total | Total        | 40 | 33 | 32.5 | .437 | .363 | .753 | 5.4 | 1.4 | .6  | .5  | 11.8 |